# Paul Behrens

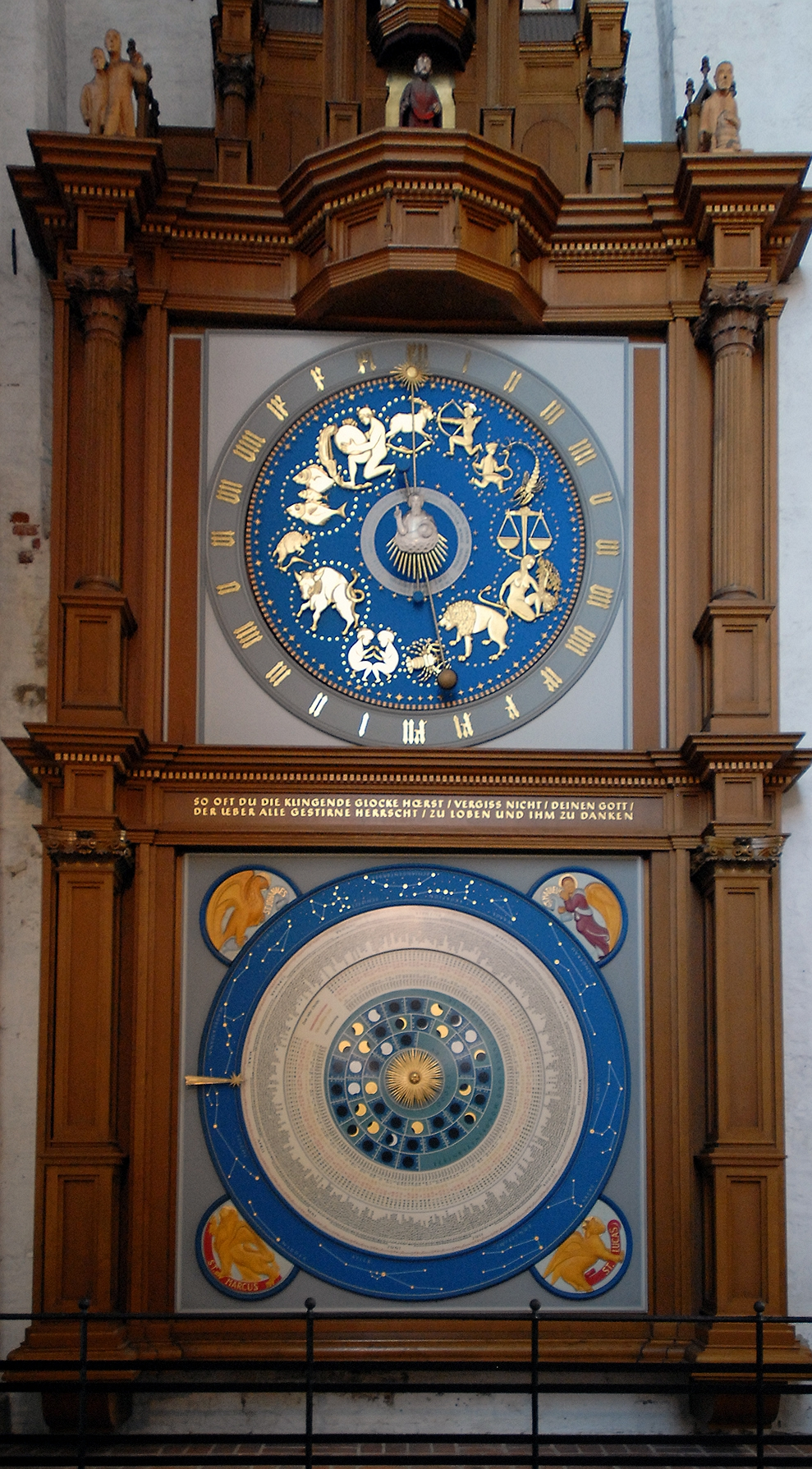
Astronomische Uhr in St. Marien

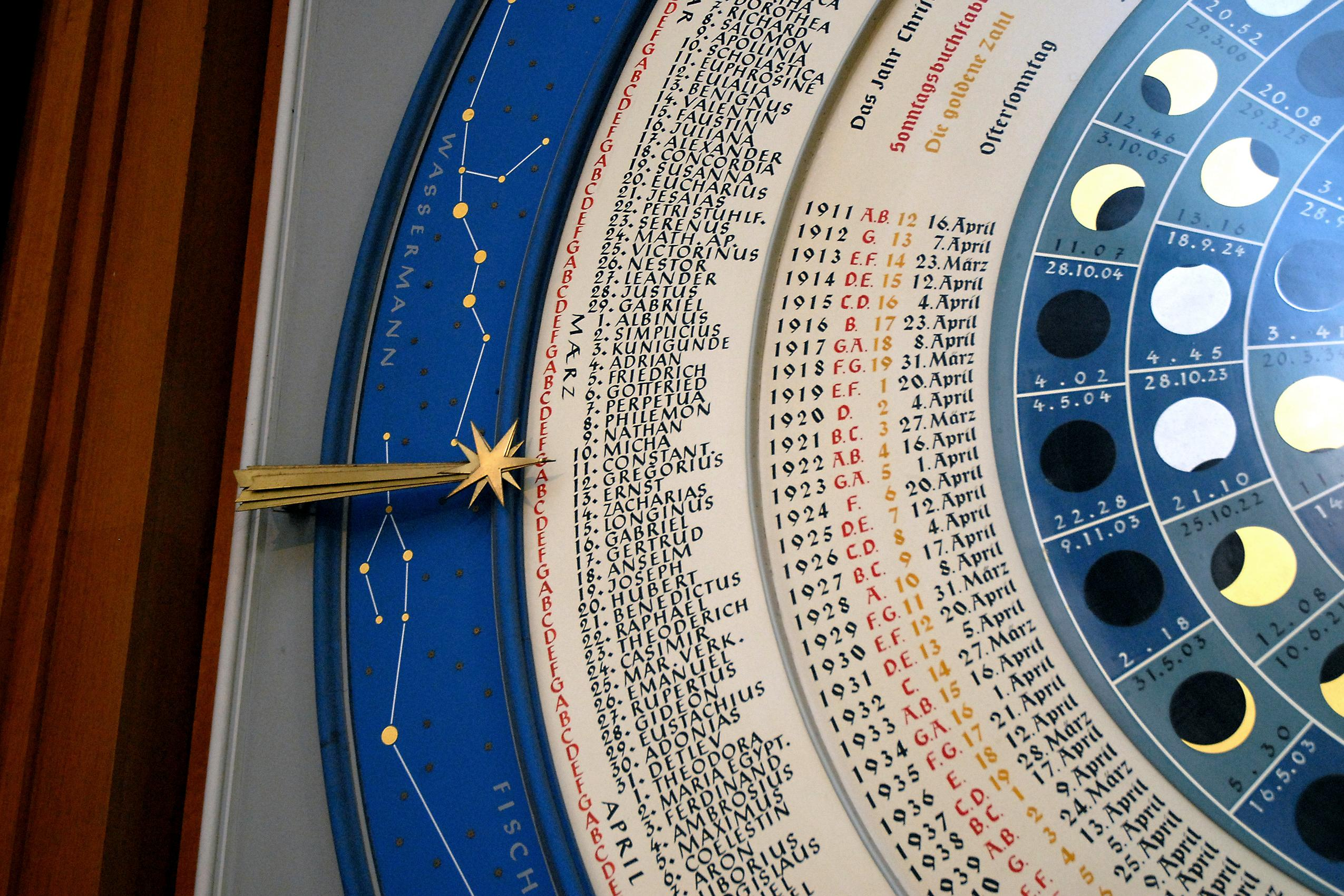

Paul Behrens (* 1893 in Lübeck; † 1984 ebenda) war ein deutscher Uhrmacher.

## Leben
Paul Behrens (d. J.) war der Sohn von Paul Behrens d. Ä., der gleichfalls Uhrmacher in Lübeck war. Der jüngere Behrens übernahm im Jahr 1936 die Leitung des „Uhrenhaus Behrens“, welches bis zur Zerstörung 1942 an der Ecke Mengstraße/Schüsselbuden unterhalb der Türme der Marienkirche an die Kapelle Maria am Stegel angebaut war, und führte das Familienunternehmen bis zum Jahr 1975.
Behrens wurde einer weiteren Öffentlichkeit durch seine Rekonstruktion der Glockenspiel-Mechanik in der Marienkirche in Lübeck bekannt, sowie durch seine Anfertigung der neuen Astronomischen Uhr in dieser Kirche (das ursprüngliche Geläute und die alte Astronomische Uhr waren im Zweiten Weltkrieg beim Luftangriff am Palmsonntag 1942 zerstört worden). Er stellte auch die Finanzierung dieser Vorhaben sicher und wartete die Uhr bis an sein Lebensende. Behrens übergab die Astronomische Uhr der Kirche im Jahre 1967.
Im selben Jahr überreichte die Stadt Lübeck Paul Behrens die Ehrenplakette des Senates.

Uhrenhaus Behrens bis 1908
Uhrenhaus Behrens 1908 (zerstört 1942)